# 寺沢光子
寺沢 光子（てらさわ みつこ、1926年4月25日 - 2001年7月16日）は、日本の弁護士。女性初の地方裁判所所長として、徳島地方裁判所所長、浦和家庭裁判所所長、横浜家庭裁判所所長等を歴任した。

## 概要
1926年、出生。明治大学卒業後、弁護士となり、女性で初めて司法研修所の裁判官教官を務めた他、1983年に女性初の地方裁判所長として徳島地方裁判所長に就任した。その後、浦和家裁所長、横浜家裁所長、東京高裁部総括などを歴任、高裁判事として、多くの著名事件について判決を出した。
1996年。勲二等瑞宝章を受章。2001年、腸閉塞のため死去。75歳没。

## 参考
- 『女性参政 60周年記念女性参政関係資料集』（市川房枝記念会出版部、2006年）